# Nathan Keyes
Nathan Keyes, pseudonimo di Nathan William Gumke (Washington, 28 novembre 1985), è un attore statunitense.

## Biografia
Nathan Keyes nasce a Washington da Holly e Dale Gumke, ma cresce a York, in Pennsylvania, con il fratello minore Chris. All'età di 7 anni, scrive, produce, dirige e recita in uno spettacolo basato sul romanzo di Beatrix Potter Il sarto di Gloucester. Calca il palco per la prima volta a 11 anni e, da quel momento, interpreta Romeo Montecchi in Romeo e Giulietta, lo Spaventapasseri in Il meraviglioso mago di Oz, Emcee in Cabaret e Albert in Bye, Bye Birdie. Appare, inoltre, in Bang Bang, You're Dead, uno spettacolo sul bullismo scolastico presentato nei licei della contea di York. Keyes frequenta la York Suburban High School. Durante questo periodo, nel 2000, fonda la band pop "As 1", che si esibisce in più di 75 concerti e spettacoli negli Stati Uniti nord-orientali.
Si diploma nel 2004 e si trasferisce a Los Angeles, dove trova lavoro come graphic designer di copertine per CD. Intanto, studia recitazione con la coach Stephanie Feury, prima di diventare attore. Dopo alcuni ruoli minori in film e serie televisive, nel 2009 Nathan Keyes ottiene il ruolo di Kevin Levin, co-protagonista di Ben 10: Alien Swarm. Seguono numerose apparizioni sul grande schermo, e nel 2013 torna a recitare in televisione nella serie Cleaners.

## Filmografia

### Cinema
- The Nature of Blake, regia di Tim Redmond – cortometraggio (2006)
- The Sleepy Count, regia di David Baer – cortometraggio (2010)
- The Good Doctor, regia di Lance Daly (2012)
- The Dark Knight Smells, regia di Dan Eckman – cortometraggio (2012)
- The Kings of Summer, regia di Jordan Vogt-Roberts (2013)
- Anatomy of the Tide, regia di Joel Strunk (2013)
- Blood and Circumstance, regia di Tim Gordon e Wes Sullivan (2014)
- Me, regia di Jefery Levy e Susan Traylor (2014)
- Come Back to Me, regia di Paul Leyden (2014)

### Televisione
- Numb3rs – serie TV, episodio 2x19 (2006)[11]
- Three Moons Over Milford – serie TV, 4 episodi (2006)
- Women's Murder Club – serie TV, episodio 1x09 (2007)
- Ritorno al college (Mrs. Washington Goes to Smith), regia di Armand Mastroianni – film TV (2009)
- Ben 10: Alien Swarm, regia di Alex Winter – film TV (2009) – Kevin Levin
- Brothers & Sisters - Segreti di famiglia (Brothers & Sisters) – serie TV, episodio 4x13 (2010)
- No Ordinary Family – serie TV, episodio 1x01 (2010)
- La festa (peggiore) dell'anno (Worst. Prom. Ever.), regia di Dan Eckman – film TV (2011)
- Cleaners – serie TV, 4 episodi (2013)
- Glee – serie TV, episodio 5x18 (2014)

## Doppiatori italiani
Nelle versioni in italiano dei suoi film, Nathan Keyes è stato doppiato da:
- Andrea Mete in Women's Murder Club.
- Alessio Puccio in Ritorno al college.
- Gianluca Crisafi in Ben 10: Alien Swarm.
- Fabrizio De Flaviis in No Ordinary Family.
- Maurizio Merluzzo in La festa (peggiore) dell'anno.
- Daniele Giuliani in Glee.